# Glypta ithacensis
Glypta ithacensis är en stekelart som beskrevs av Dasch 1988. Glypta ithacensis ingår i släktet Glypta och familjen brokparasitsteklar. Inga underarter finns listade i Catalogue of Life.